# Zvonimirovac
Zvonimirovac (1948-ig Adolfovac) falu Horvátországban Verőce-Drávamente megyében. Közigazgatásilag Szagyolcához tartozik.

## Fekvése
Verőcétől légvonalban 39, közúton 48 km-re délkeletre, községközpontjától 3 km-re délre, Nyugat-Szlavóniában, a Drávamenti-síkságon, a Braminska-patak mentén, Donje Bazije és Suha Mlaka között fekszik.

## Története
A település a 19. század közepén mezőgazdasági majorként keletkezett Schaumburg - Lippe herceg itteni birtokán a szalatnoki uradalom területén. Eredeti neve Adolfshof, illetve Adolfovac-puszta volt. Nevét akkori uráról a német Adolf Schaumburg – Lippe hercegről kapta. A herceg kastélyt is építtetett ide, mely ma is áll a település központjában. 1869-ben 144, 1910-ben 184 lakosa volt. 1910-ben a népszámlálás adatai szerint lakosságának 68%-a horvát, 18%-a magyar, 8%-a német, 5%-a szerb anyanyelvű volt. Verőce vármegye Szalatnoki járásának része volt. Az első világháború után 1918-ban az új szerb-horvát-szlovén állam, majd később (1929-ben) Jugoszlávia része lett. 1922-ben a horvát Zagorja vidékéről horvát családok települtek ide, akik az egykori Adolfovac-puszta területén az állami mezőgazdasági banktól vásároltak itt földeket. A második világháború után a település nevét Zvonimirovacra változtatták, a háborúban a faluból elsőként elesett Zvonimir Cecelj emlékére. A lakosság száma az 1953-as népszámláláskor érte el a maximumát, azóta a fiatalok elvándorlása miatt folyamatosan csökken. Különösen Zágrábban és Eszéken él sok innen elszármazott lakos, ahol saját klubokban tömörültek. Ezeknek ma már több tagja van, mint a mai Zvonimirovacnak. 1991-ben lakosságának 97%-a horvát nemzetiségű volt. 2011-ben 253 lakosa volt. A település lakói az innen elszármazottakkal minden évben a Szent Rókus napját (augusztus 16.) követő vasárnapon gyűlnek össze a településen az 1970-es években épített templomnál.

## Lakossága
| Lakosság változása | Lakosság változása | Lakosság változása | Lakosság változása | Lakosság változása | Lakosság változása | Lakosság változása | Lakosság változása | Lakosság változása | Lakosság változása | Lakosság változása | Lakosság változása | Lakosság változása | Lakosság változása | Lakosság változása | Lakosság változása |
| ------------------ | ------------------ | ------------------ | ------------------ | ------------------ | ------------------ | ------------------ | ------------------ | ------------------ | ------------------ | ------------------ | ------------------ | ------------------ | ------------------ | ------------------ | ------------------ |
| 1857               | 1869               | 1880               | 1890               | 1900               | 1910               | 1921               | 1931               | 1948               | 1953               | 1961               | 1971               | 1981               | 1991               | 2001               | 2011               |
| 0                  | 144                | 158                | 155                | 159                | 184                | 145                | 845                | 1.058              | 1.150              | 998                | 818                | 572                | 441                | 341                | 253                |

(1869-től településrészként, 1931-től önálló településként.)

## Nevezetességei
Szent Rókus és a Tersattói Szűzanya tiszteletére szentelt római katolikus templomát 1973 és 1975 között építették.